# Bossa
Bossa (łac. Diocesis Bossensis) – stolica historycznej diecezji w Cesarstwie rzymskim w prowincji Afryka Prokonsularna, sufragania metropolii Kartagina. Współcześnie w Tunezji. Obecnie katolickie biskupstwo tytularne.

## Biskupi tytularni
| Lp. | Biskup                    | Funkcja                               | Od               | Do               |
| --- | ------------------------- | ------------------------------------- | ---------------- | ---------------- |
| 1   | Francisco Robles Ortega   | biskup pomocniczy Toluca (Meksyk)     | 30 kwietnia 1991 | 15 czerwca 1996  |
| 2   | John Tong Hon             | biskup pomocniczy Hongkongu (Chiny)   | 13 września 1996 | 30 stycznia 2008 |
| 3   | Valter Maggi              | biskup pomocniczy Guayaquil (Ekwador) | 19 lutego 2008   | 25 marca 2011    |
| 4   | Hugo Alberto Torres Marín | biskup pomocniczy Medellín (Kolumbia) | 4 maja 2011      | 29 września 2015 |
| 5   | Leszek Leszkiewicz        | biskup pomocniczy tarnowski           | 19 grudnia 2015  |                  |